# Indiana Fever 2005
La stagione 2005 delle Indiana Fever fu la 6ª nella WNBA per la franchigia.
Le Indiana Fever arrivarono seconde nella Eastern Conference con un record di 21-13. Nei play-off vinsero la semifinale di conference con le New York Liberty (2-0), perdendo poi la finale di conference con le Connecticut Sun (2-0).

## Roster
| N° | Naz.                   | Ruolo | Sportivo            | Anno | Alt. | Peso |
| -- | ---------------------- | ----- | ------------------- | ---- | ---- | ---- |
| 5  | Stati Uniti (bandiera) | A     | Deanna Jackson      | 1979 | 188  | 70   |
| 7  | Lituania (bandiera)    | A     | Jurgita Štreimikytė | 1972 | 188  | 75   |
| 8  | Stati Uniti (bandiera) | G     | Kelly Miller        | 1978 | 178  | 64   |
| 11 | Stati Uniti (bandiera) | C     | Kelly Schumacher    | 1977 | 196  | 83   |
| 12 | Stati Uniti (bandiera) | A     | Natalie Williams    | 1970 | 188  | 95   |
| 14 | Stati Uniti (bandiera) | G     | Coretta Brown       | 1980 | 175  | 68   |
| 15 | Stati Uniti (bandiera) | G     | Tan White           | 1982 | 170  | 70   |
| 21 | Stati Uniti (bandiera) | G     | Yolanda Paige       | 1983 | 168  | 67   |
| 24 | Stati Uniti (bandiera) | A     | Tamika Catchings    | 1979 | 185  | 76   |
| 32 | Stati Uniti (bandiera) | A     | Ebony Hoffman       | 1982 | 188  | 98   |
| 41 | Australia (bandiera)   | G     | Tully Bevilaqua     | 1972 | 170  | 66   |
| 42 | Stati Uniti (bandiera) | A     | Jenni Benningfield  | 1981 | 191  | 84   |

## Staff tecnico
- Allenatore: Brian Winters
- Vice-allenatori: Lin Dunn, Julie Plank
- Preparatore atletico: Holly Heitzman
- Preparatore fisico: Greg Moore